# .338 Lapua Magnum

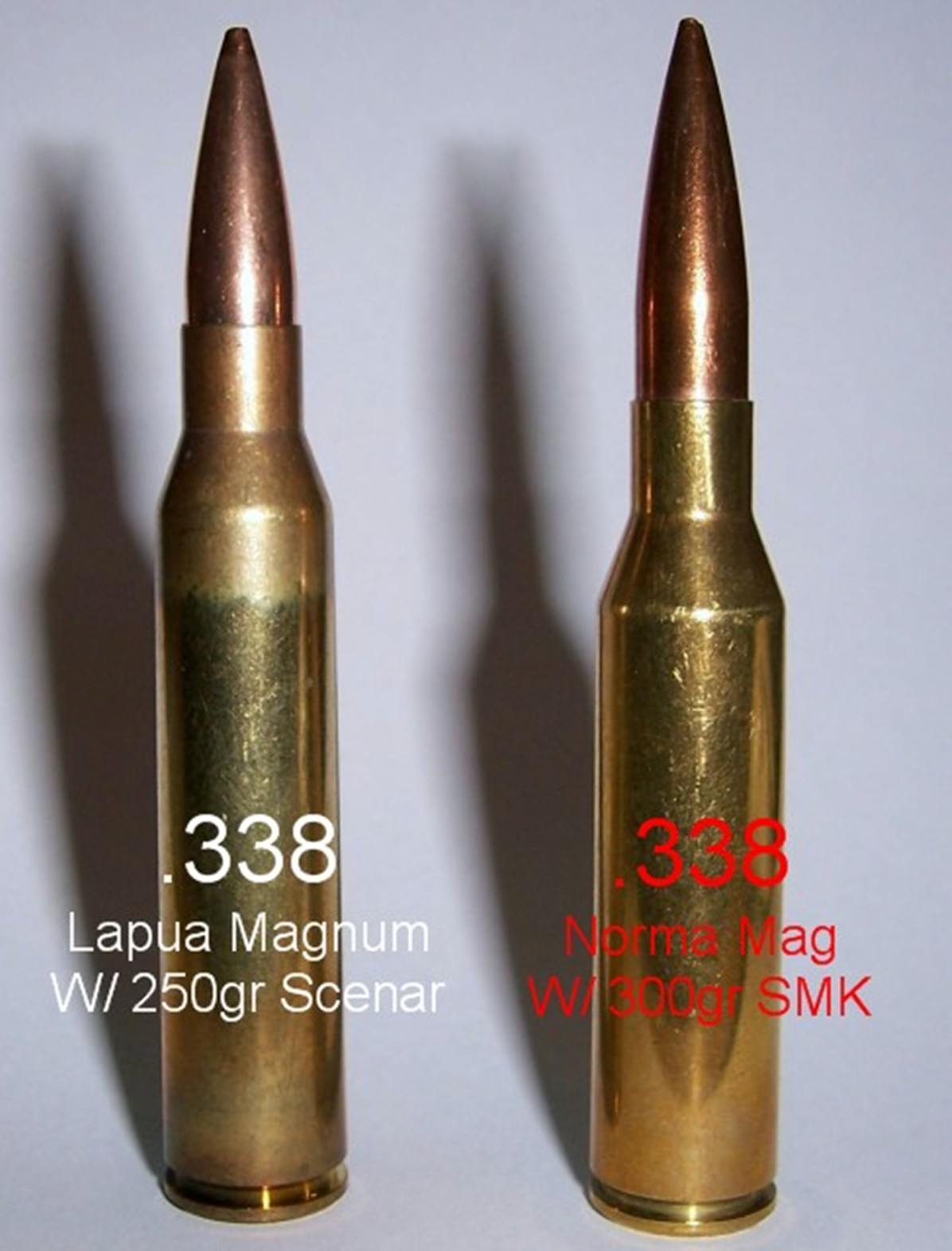
Une .338 Lapua Magnum comparée à une .338 Norma Magnum.

Le .338 Lapua Magnum est une munition d'usage militaire de calibre 8,58 × 70 mm pour les fusils de précision. Développée par l'entreprise finlandaise Lapua, cette munition a été créée par Nammo Lapua Oy en 1989.

## Genèse
Au début des années 1980, le Corps des Marines des États-Unis émet le besoin d'une balle pour fusil de précision capable de pénétrer les gilets pare-balles à 1 000 m. Le développement commence en 1983. En 1985, les premiers exemplaires sont fournis pour des tests, qu'ils passent avec succès l'année suivante, mais l'armée préfère conserver le calibre « .50 » 12,7 × 99 mm OTAN. L'entreprise Lapua décide de continuer seule le développement de la munition, rejointe par SAKO et Accuracy International. Le premier contrat militaire pour la munition est signé en 2008 pour des L115A3 britanniques.

## Description
C'est une munition conçue pour un usage : antipersonnel, mais également utilisable en antimatériel, pour des véhicules légers ou du matériel sensible.
De nombreuses armes utilisent ce type de munition : le fusil Accuracy International AWM, le FN Ballista, le McMillan Tac-338 et bien d'autres.

## Performances balistiques
De par son histoire, la .338 est une munition aux performances très intéressantes. En 2009, le caporal Craig Harrison réalise un double tir de longue distance homologué avec un coup au but de 2 475 mètres durant la guerre d'Afghanistan.
La munition est efficace jusqu'à des distances supérieures à 1 500 m. Pour les tirs à longue distance, la munition à 300 grains est préférée.
On trouve la munition en 3 poids différents : 200, 250 et 300 grains (12,96, 16,20 et 19,44 grammes).
| Munition                               | Longueur du canon | Vitesse à la bouche | Énergie cinétique développée |
| -------------------------------------- | ----------------- | ------------------- | ---------------------------- |
| .338 Lapua Magnum 200 grains (12,96 g) | 700 mm            | 1 005 m/s           | 6 545 joules                 |
| .338 Lapua Magnum 250 grains (16,20 g) | 700 mm            | 899,16 m/s          | 6 548,76 joules              |
| .338 Lapua Magnum 300 grains (19,44 g) | 700 mm            | 786 m/s             | 6 010,85 joules              |

## Utilisateurs
Plus de trente pays utilisent cette munition dans leurs fusils de précision, par exemple le Royaume-Uni pour lequel c'est la munition standard de sniper.